# Pantoporia cama
Pantoporia cama är en fjärilsart som beskrevs av Moore 1857. Pantoporia cama ingår i släktet Pantoporia och familjen praktfjärilar. Inga underarter finns listade i Catalogue of Life.